# San Martín Huamelúlpam (kommun)
San Martín Huamelúlpam är en kommun i Mexiko.   Den ligger i delstaten Oaxaca, i den sydöstra delen av landet, 280 km sydost om huvudstaden Mexico City.
Följande samhällen finns i San Martín Huamelúlpam:
- Tercera Sección
- San Martín Huamelúlpam